# Storia di Casaloldo
Il nome Casaloldo potrebbe derivare dal fatto che i costruttori edificarono un grosso “casale” nella parte più elevata del luogo, dopo averne leggermente ammassato e spianato il terreno, che in quel periodo era ancora parzialmente irregolare con presenza di acque e di vegetazione spontanea.
Il toponimo infatti – la cui prima attestazione è dell’anno 964, locus ubi dicitur Casale Alto; in seguito attestato ancora nel 1088, nel 1105, nel 1107, nel 1116, nel 1125-1126, nel 1145 - si compone di casale e altum, “casale alto”, con il significato di: complesso di case piuttosto modesto ma in posizione elevata.
L’assonanza della terminazione “-oldo”, proveniente da “-alto”, sarebbe dovuta al gergo bresciano, con la “a” di “alto” modificatasi in “o”, come anche nel caso di Gaz-oldo e Busc-oldo, e con la “t” che sarebbe passata a consonante dentale sonora, cioè “d”, per una inesatta ricostruzione tipica della lingua generica della Padania.
Il casale, sorto forse tra il IX e il X secolo su una sopraelevazione del terreno detta “motta”, avente scopo difensivo, fu in seguito fortificato, forse alla fine dell’XI secolo, in modo da servire come dimora della nobile famiglia dei conti Ugonidi, in particolare del ramo di questa che poi assunse il nome dal luogo di Casaloldo.
È certo infatti che la famiglia dei conti ha ricevuto il nome dal paese, anziché averlo dato essa stessa, come in passato interpretò qualcuno. Questa diramazione della stirpe comitale ugonide assunse l’antica denominazione del luogo su cui si era insediata anche per distinguersi dagli altri rami dei conti rurali bresciani, che iniziarono a formarsi all’incirca verso la metà del XII secolo.
La storia di Casaloldo, comune italiano situato nella Provincia di Mantova a breve distanza dai confini con le province di Brescia e Cremona, può essere fatta iniziare nel II millennio a.C., anche se il centro abitato attuale nacque solo in età altomedievale per poi svilupparsi nel corso dei secoli successivi. In epoca medievale la storia del paese fu strettamente legata alla presenza della famiglia dei conti di Casaloldo, quindi nel Basso Medioevo la località passò sotto il controllo prima del comune medievale di Brescia, poi dei Visconti di Milano e dei Gonzaga di Mantova, infine, nel XV secolo, della Repubblica di Venezia. Come comune facente parte del territorio della vicina Asola rimase nei domini veneziani fino all'avvento di Napoleone, quando il comune passò a far parte della Repubblica Cisalpina e, dopo la sua caduta, del Lombardo-Veneto; nel 1861 venne infine unito al nascente Regno d'Italia seguendone le successive vicende storiche.

## Preistoria
A Casaloldo, tracce archeologiche di vita preistorica, in particolare del neolitico, sono emerse in località Bottino, non lontano dal cimitero, dove sono state rinvenute lamelle di selce e ceramiche; in località San Vito sono stati ritrovati resti ossei di pasti, oggetti di bronzo, lame e frecce di selce dell'età del bronzo.
Questi ritrovamenti testimoniano la presenza di un insediamento dell'età del bronzo da mettere in relazione con quello delle Baselle di Castelnuovo Asolano.
Un altro insediamento della media età del bronzo è stato individuato in località Pistoni; questi ritrovamenti sono noti grazie agli studi di don Luigi Ruzzenenti. Fra i materiali rinvenuti si possono elencare: oggetti in rame e in bronzo; oggetti di pietra lavorata; oggetti di osso e di corno lavorato; terra lavorata; oggetti di terracotta.
Gli insediamenti dell'età del bronzo della zona circostante Casaloldo sono tutti vicini ai corsi d'acqua; la scelta dei luoghi non era determinata da casualità ma da ragioni ben precise.

## Età antica
L'epoca che ha lasciato maggiormente le sue tracce nell'area di Casaloldo è quella romana.
Per questo periodo non si può prescindere dal rimarcare una grande differenza nell'organizzazione del territorio rispetto a quella contemporanea: in antico l'attuale provincia di Mantova non era esclusivamente pertinente all'agro mantovano, ma parte era compresa in quello veronese, parte in quello cremonese; più incerta è una eventuale appartenenza di parte dell'odierno Alto Mantovano all'agro di Brescia..

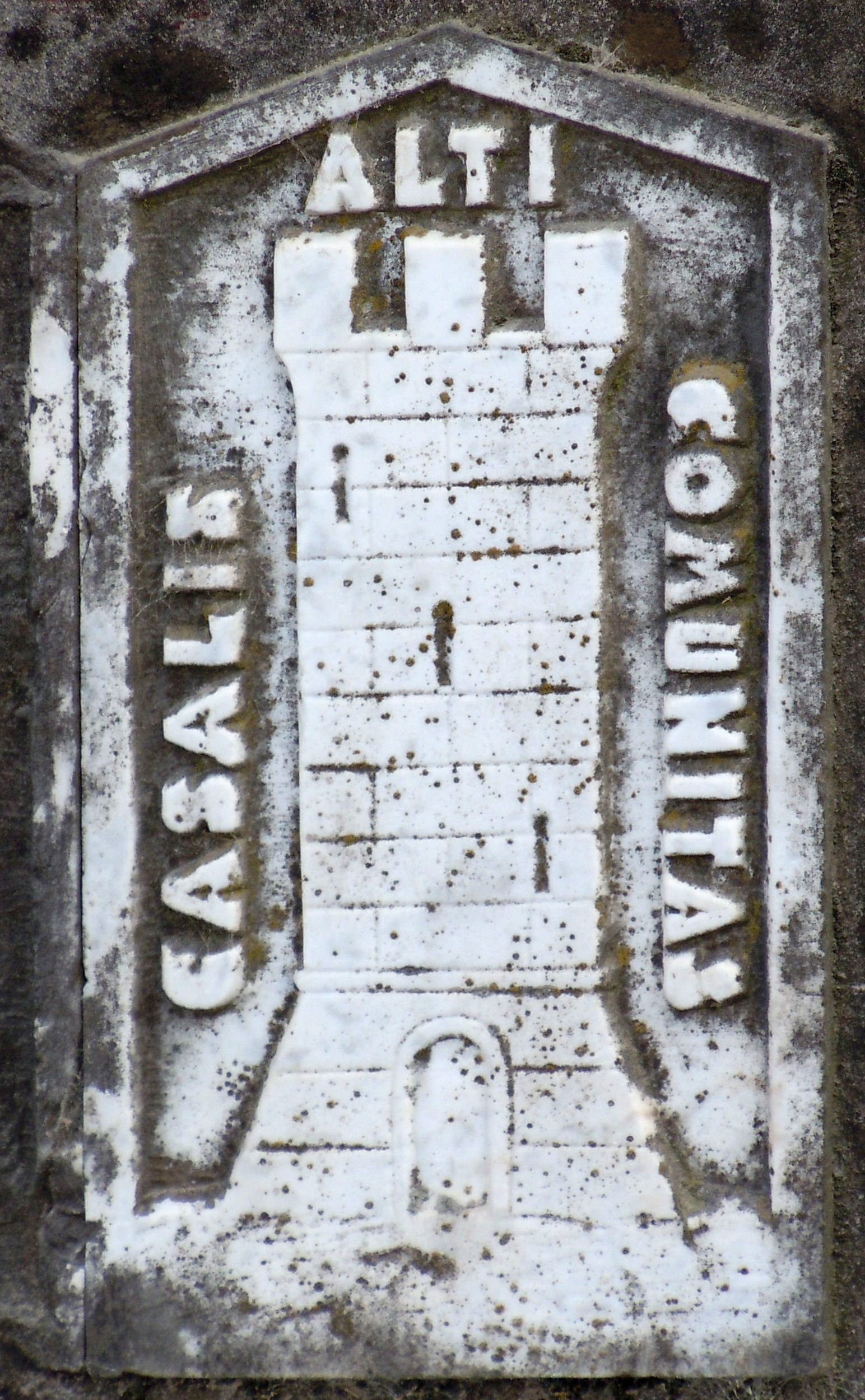
Stemma marmoreo del Comune

Per Tozzi, se si nota la pertica –o biolca - mantovana oltre Casaloldo e Medole fino nei pressi di Castiglione delle Stiviere, ne consegue che l’ager mantuanus si spingeva nell'antichità più a settentrione di quanto generalmente si pensa.
Tuttavia per altri studiosi, la maggior parte, Casaloldo era invece compreso entro i confini bresciani.
In effetti a oriente la definizione del confine bresciano risulta, almeno in parte, difficile, sia perché esso cadeva nella zona di incontro di tre territori – bresciano, mantovano, veronese – in un'area dalla morfologia irregolare, sia perché alcuni dati delle fonti letterarie ed epigrafiche sono fra loro contraddittori.
Ma, secondo Tozzi, la centuriazione mantovana sarebbe evidente a Casaloldo e a Medole sulla sinistra del fiume.
Per il medesimo studioso sarebbe senz'altro azzardato, almeno in questa area, fondare il confine romano su posteriori circoscrizioni religiose: Casaloldo appartenne da antica data alla diocesi di Brescia, ma in età romana era, secondo Tozzi e al contrario di altri studiosi, certamente mantovana.

### Centuriazione mantovana
Nel I secolo a.C. furono realizzati grandi tracciati viari e la suddivisione del territorio mediante la centuriazione, ed anche l'area di Casaloldo, o almeno, secondo coloro che la pongono in territorio non mantovano, una parte di essa, quella più ad oriente, venne divisa dal governo di Roma in tanti appezzamenti di terreno.
Questi furono poi assegnati ai veterani dell'esercito romano reduci dalle guerre civili, che, in questo modo, venivano trasformati in coloni.
Molto probabilmente il decumano massimo della centuriazione di Mantova va rintracciato in un asse viario oggi minore, in gran parte rettilineo, che ha il suo punto di partenza proprio ai limiti del comune di Casaloldo, in località Pistoni, e si dirige verso la vicina Piubega.
Inoltre su uno dei cardini, secondo Tozzi, sorgerebbe Casaloldo, mentre all'incrocio di cardine e decumano Castel Goffredo.
Se le epigrafi dell'agro di Mantova non sono numerose, i luoghi di ritrovamento appaiono particolarmente significativi: esse provengono soprattutto dall'area direttamente centuriata – anche da Casaloldo -.
Naturalmente il fatto che una località abbia restituito un'epigrafe – al di là degli spostamenti sempre possibili delle iscrizioni – non è indizio sufficiente per pensare a un insediamento stabile e collettivo. Non è, invece, un caso che buona parte dei luoghi di ritrovamento cada proprio esattamente sulle linee dei cardini e dei decumani – sempre secondo Tozzi, Casaloldo -.
Anche i resti archeologici sono quasi esclusivamente compresi nelle maglie della centuriazione: si presentano più frequenti nell'area che conserva più intense tracce della limitatio mantovana. Scoperte di varia natura e consistenza sono state fatte anche a Casaloldo..

### Testimonianze archeologiche
Tra i più interessanti reperti archeologici del periodo romano recuperati nella provincia di Mantova si segnala infatti una pregevole applique bronzea rinvenuta nel 1984 proprio a Casaloldo presso il locale cimitero.
L'area in cui avvenne la scoperta ha restituito i resti di quella che fu una prosperosa villa rustica sorta presumibilmente in età triumvirale – seconda metà del I secolo a.C. - a seguito della centuriazione del territorio; villa che rimase vitale per tutto il periodo dell'Impero o quanto meno fino ad un momento avanzato del IV secolo d. C..
L’applique, denominata spesso “bronzetto di Casaloldo”, rappresenta due figure: un soldato dall'elmo piumato e caudato, lo scudo circolare al braccio sinistro, la lorica e il mantello fermato sulla spalla destra, reso nell'atto di vezzeggiare, abbracciandolo, un giovanetto - o una fanciulla - ritratto di spalle e vestito alla maniera orientale: probabilmente la scena ritrae le due figure mitologiche di Achille e Pentesilea. L'oggetto è conservato nel Museo archeologico nazionale di Mantova.
I materiali più antichi rinvenuti vicino al cimitero sono riconducibili all'età augustea, mentre alcune monete risalgono all'età di Costantino, coniate indubbiamente nella prima metà del IV secolo.
L'oggetto di maggior pregio è però ritenuto un balsamario in argento e oro con maschere teatrali, anch'esso presente nel museo archeologico di Mantova.
Casaloldo, o almeno parte del suo territorio, si trova all'interno di quello che fu l'antico agro centuriato di Mantova e nell'ambito dell'odierno comune si contano i resti di sei ville rustiche: oltre all'insediamento del cimitero, sono stati localizzati resti di abitazioni risalenti al periodo imperiale anche nelle località di Palazzo, Gardesana (Morini), Molinello.
Questi insediamenti rurali appaiono così strettamente connessi alla centuriazione – si trovano tutti all'estremità orientale del comune casaloldese, in quella che fu l'area sicuramente interessata dalle propaggini nord-occidentali della limitatio mantovana -, che evidentemente devono aver avuto origine nell'ambito dello stesso disegno politico-economico.

## Medioevo

### Alto Medioevo
Sotto il dominio longobardo il territorio di Casaloldo sembra accedere ad un distretto minore incuneato tra i ducati di Brescia, Verona e Mantova: la “giudicaria” di Sirmione - Fines Sermionenses -, a cui, nelle vicinanze, appartenevano con sicurezza le aree di San Martino Gusnago, Piubega e Castel Goffredo.
Ma con l'avvento dei Franchi il distretto di Sirmione è avviato a un irreversibile processo di disgregazione: nel 774 Carlo Magno assesta un colpo decisivo all'esistenza dei fines sermionenses che, pur sopravvivendo formalmente, almeno fino all'846, sono sottoposti a un graduale fenomeno di erosione e di dissolvimento.
Il distretto di Sirmione cancellato e progressivamente assorbito da Brescia da un lato – è il caso di Casaloldo - e da Mantova dall'altro, in verità non scompare completamente, e si mantiene a uno stadio larvale, in cui continua ad esprimere anche nell'XI e XII secolo una sua individualità storica, che vale a differenziarlo sia dal resto del comitato bresciano sia dal resto del comitato mantovano. È in questa fascia di frontiera compresa tra il lago di Garda, il Chiese, l'Alto Mantovano e la Via Postumia, che compaiono infatti i cosiddetti conti rurali, risultato postumo dello smembramento e della polverizzazione degli antichi fines sermionenses.
Casaloldo, in particolare, se già prima non apparteneva alla sfera d'influenza di Brescia romana, entra con sicurezza a far parte della contea-distretto e della diocesi bresciana proprio intorno al IX secolo, e vi rimarrà incluso per i successivi mille anni, fino all'inizio del XIX secolo.

### Pieno Medioevo
Secondo alcuni vecchi storici bresciani, i monaci di Leno, intorno all'anno 900, per il timore delle scorrerie degli Ungari, fecero riattivare le fortificazioni di Toscolano Maderno e di Gambara, mentre altri avrebbero fatto lo stesso a Casaloldo, ed inoltre a Mezzane, Montichiari, Volongo, Mosio.
Tuttavia, la prima notizia certa riguardante questa località risale al dicembre del 964, quando una Ermengarda, honesta femina, moglie di Corrado di Verona, afferma d'essere debitrice, promettendo di pagare per venti anni il prezzo della infeudazione da lei ricevuta, di un livello annuo nei confronti della Scuola di sacerdoti della santa Chiesa Veronese per una cappella nel comitato di Brescia, nel luogo detto Casaloldo - Capella in Comitatu Brixsiensi locus ubi dicitur Casale alto -, già in proprietà della stessa scuola di sacerdoti.
La presenza della chiesa veronese continuerà a Casaloldo anche nei secoli successivi, in quanto in un privilegio di papa Eugenio III del 1145, la Piae postulatio voluntatis, risulta fra le sue dipendenze la chiesa di Sant Ambrogio in Casaloldo, ecclesia Sancti Ambrosii de Casali alto, molto probabilmente la medesima menzionata, senza intitolazione, nell'atto precedente.
Nella visita pastorale del vescovo di Brescia compiuta nel 1566 viene riportato che la chiesa parrocchiale di Casaloldo aveva “sotto la sua giurisdizione la chiesa campestre, ormai diroccata, dedicata a Sant'Ambrogio”, affidata, alla reggenza del prete Alessandro Pellegrini. Dunque, a Casaloldo esisteva sicuramente nel XVI secolo una chiesetta di campagna dedicata a S. Ambrogio, che si trovava però in stato di rovina, probabilmente per il fatto che si trattava di un edificio già a quell'epoca vetusto.
Questa chiesetta, già diroccata nel secolo XVI, a partire dal 1654 non risulta più registrata. Si può dunque supporre che il tempietto di S. Ambrogio sia andato definitivamente in rovina a cavallo tra Cinquecento e Seicento, al punto che oggi non ne rimane più alcuna traccia; esso doveva comunque essere posto nella zona della frazione Squarzieri.

#### I giudici di Casaloldo e i conti Ugonidi
Nel 1088, 14 novembre, in Mantova, un Albertus de Casale alto è citato fra i testimoni dell'atto con cui Matilde di Canossa vende al vescovo di Mantova Ubaldo la corte di Barbasso, unita a Roncoferraro, Canedole, Villa San Martino e Governolo.

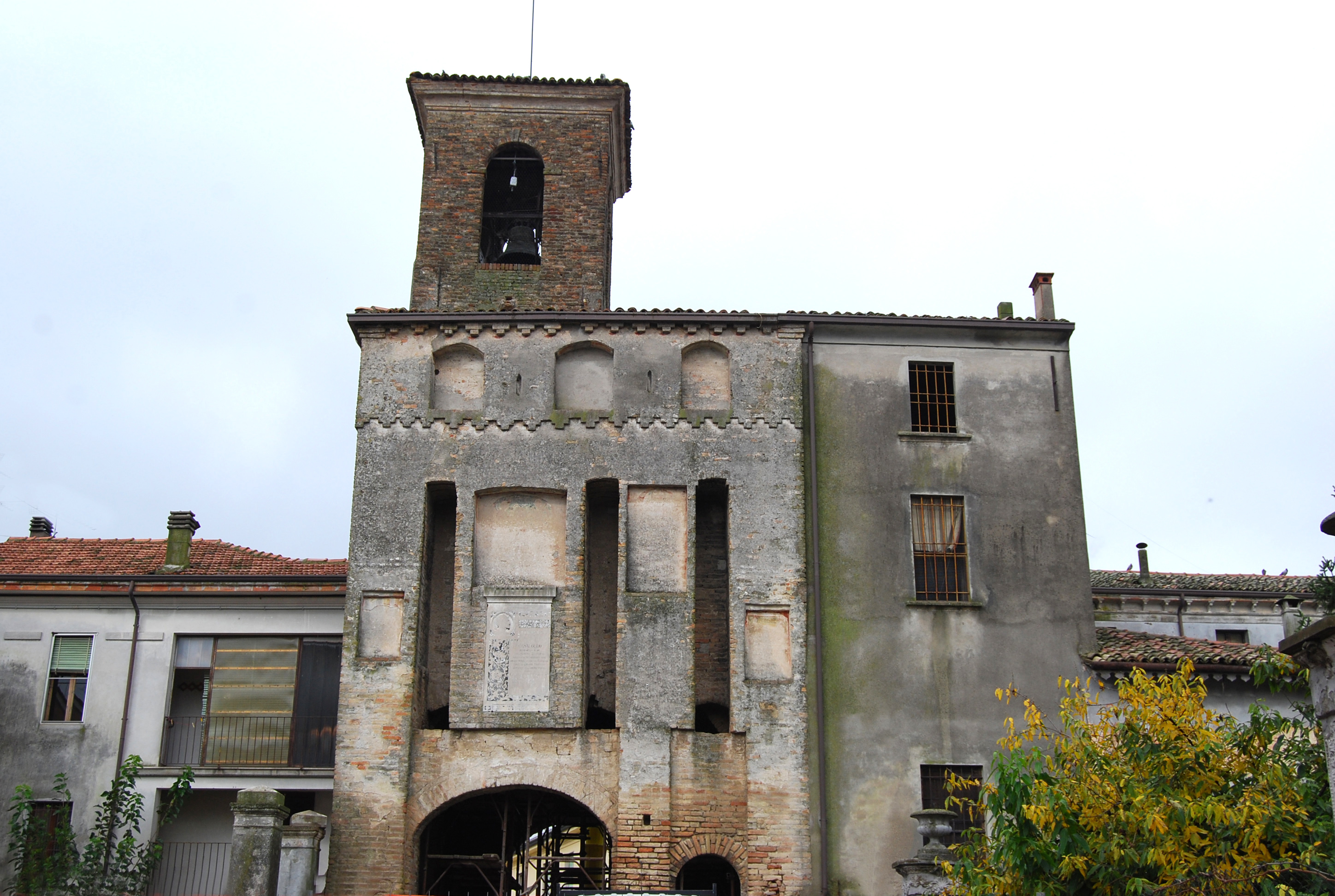
Torre Casalodi

Nel 1105, 17 febbraio, in Medole, Vuibertus filius Giselberti iudicis de Casalealto è citato fra i testimoni dell'atto con cui il monaco Anselmo, inviato dell'abbazia di San Benedetto in Polirone, ed il conte Uberto II di Parma stipulano una convenzione riguardo ad alcune permute di terreni.
Nel 1105, 22 aprile, a Casaloldo, i fratelli Ardicione ed Alberto, insieme a Tebaldo di Adro, concordano la cessione delle decime, dovute sino ad allora al conte Uberto I di Parma, al monastero di Polirone, per volontà di Uberto II di Parma.
Fra i testimoni dell'atto sono citati Girardo, giudice di Casaloldo, suo padre Lanfranco, egli stesso giudice, e Martino, gastaldo del paese.
Nel contesto dell'insediamento territoriale dei cosiddetti ultimi conti di Parma, trasferitisi alla fine dell'XI secolo nel Bresciano, sono interessanti i due documenti del 1105 collegati ai rapporti fra il conte Uberto I e il monastero di Polirone, attraverso i quali si sa che era presente un gastaldo a Casaloldo, mentre nel castello di Medole e nella stessa Casaloldo erano presenti giudici detti, appunto, di Casaloldo, figure che potrebbero essere messe in relazione con la presenza stessa dei conti già parmensi e della loro curia.
È però del 1107 la prima attestazione esplicita della presenza a Casaloldo di una famiglia di conti. Tra i beni donati dalla contessa Matilde, vedova del conte Ugo III di Desenzano al monastero di san Tommaso di Acquanegra sul Chiese, ve ne sono infatti anche alcuni in Casale alto.
Nel 1116, in un placito dell'imperatore Enrico V in Reggio Emilia, insieme a personaggi cospicui quali Uberto Pallavicino, Enrico duca di Baviera, il giudice bolognese Irnerio, sono ricordati tra i testimoni presenti il conte Alberto di Sabbioneta, ascendente dei Casalodi, e un Lanfrancus de casale auti, probabilmente una forma variata di Casale alti.
Il personaggio andrebbe dunque identificato con uno dei giudici di Casaloldo, forse il medesimo già attestato nel 1105. In calce al documento egli pone la propria firma, corredata dal suo personale signum
Nel 1125 sorge una controversia fra l'abbazia di Polirone e quella di San Zeno di Verona, circa i confini delle corti di Casale e Nosedole, i diritti di pascolo, caccia e pesca; il giudizio legale viene assegnato al giudice Butello per i Veronesi e al giudice Alberto di Casaloldo per i Mantovani e per la parte del monastero di San Benedetto.
Nel 1126, il medesimo giudice Alberto di Casaloldo è fra i testimoni di una controversia fra il monastero di Polirone e il comune di Mantova, circa la determinazione dei possedimenti del suddetto monastero; in calce al documento egli pone la sua sottoscrizione autografa
Nel 1129, secondo la Collectanea del Lauri, citata da Fè d'Ostiani, un Lanfranco conte di Casaloldo sarebbe venuto a Brescia a sottomettersi al vescovo; in realtà, se la notizia è genuina, è più probabile si tratti di un esponente non dei conti Casalodi, ma dei giudici di Casaloldo.
In un documento datato Mantova, 1132, un conte Abate, figlio del conte Alberto di Sabbioneta, dona alla chiesa di san Pietro di Mantova due mansi di terra aratoria e boschiva siti in comitatu et episcopatu mantuano, nel territorio Benedisco in loco qui dicitur Gausenago et Casalando, ovvero tra S. Martino Gusnago e Casaloldo, aventi tra i confinanti il torrente Osone e le proprietà del conte Vizolo.
Nel 1156, a Brescia, compare di nuovo un Lanfranco qualificato come causidicus – cioè giudice – de Casalealto, testimone ad un atto riguardante il monastero di Santa Giulia.
I documenti che riguardano personaggi definiti “di Casaloldo” o il borgo stesso dal 1088 fino al 1156 mostrano l'esistenza sul territorio di Casaloldo di giudici e gastaldi forse in stretto contatto con i cosiddetti ultimi conti di Parma, che vantavano possedimenti nei dintorni. Testimoniano poi che il territorio di Casaloldo era possedimento di una o più stirpi tanto importanti, da essere al seguito di Matilde di Canossa e testimoni di atti di vendita o di convenzioni riguardanti il monastero di San Benedetto Po o beni matildini – vale a dire i giudici di Casaloldo, i conti di Sabbioneta, e gli Arduini conti di Parma.
I cosiddetti giudici di Casaloldo compaiono per la prima volta proprio nel ricordato documento del 1105, con Viberto, giudice di Casaloldo, figlio di Giselberto, e nel successivo documento sempre Dello stesso anno con Girardo, giudice di Casaloldo, figlio di Lanfranco, anch'egli giudice. Iudex mantuanus è definito anche un Alberto di Casaloldo nell'anno 1125, il quale, secondo Gardoni, sarebbe lo stesso personaggio comparso nel 1088 come testimone alla vendita tra Matilde Canossa e il vescovo di Mantova, col nome di “Alberto di Casaloldo”.
La presenza dei giudici di Casaloldo è registrata anche agli inizi del Duecento dal Liber Potheris del comune di Brescia, mentre negli stessi anni Raimondo dei giudici di Casaloldo compare come vassallo del vescovo mantovano, da questo investito di terre in Revere, insieme ad altri milites bresciani.

#### I conti di Casaloldo

Stemma dei Casalodi

Nell'anno 1147 i Bresciani si portarono contro i conti Casalodi, e dopo aver devastato il territorio di Casaloldo e quello di Asola, posero infine l'assedio a Casaloldo. In seguito, essendosi interposti alcuni pacieri, si venne ad un patto, in base al quale i conti dovevano portarsi ad abitare in Brescia, cosa che fecero, lasciando in pace l'Asolano.
Ma nel 1149, secondo alcune cronache, sorto un contrasto in Brescia tra il comune ed i conti, per il dominio dentro e fuori dalla città, i Bresciani li ricacciarono nelle loro terre, arrivarono fino a Casaloldo, una delle principali residenze dei conti Ugonidi, e ne distrussero una parte, mandandoli in esilio.
Anche il Maffei, in una pagina dedicata ad una sommaria presentazione della casata dei Casaloldo, afferma che i conti detti Casaloldi “passarono ad habitar in Brescia, ed ivi furono Capi di poderosa fattione”, ma senza precisare il periodo in cui ciò avvenne. In seguito dice: “Crebbero i Conti di maniera in riputatione, e possanza, che presero Asola a' Bresciani, e ardirono occupare l'istessa Città di Brescia, la quale perciò grandemente sdegnata prese l'armi, e distrusse la Terra, e Castello di Casalalto nel 1149., ed i Casaloldi furono relegati in esiglio” dalle terre bresciane.
Nel processo del 1228 mosso da Brescia ai conti di Montichiari, consorti dei Casaloldi, un testimone afferma di aver veduto gli uomini di Montichiari unirsi all'esercito dei conti, e radunarsi più volte per andare contro i nemici dei signori di quel castello. Un altro dichiara che cinquant'anni prima – circa nel 1178 - i Monteclarensi si erano divisi in tre piccole armate, l'una spedita a San Martino Gusnago, le altre a Ceresino di Asola e Casaloldo, a sostegno dei conti di Montichiari.
Nello stesso documento Casaloldo sembra essere richiamato di nuovo nell'espressione Quod Montecl. fuit allodium comitum, et quod descendit a Casali succo. Il toponimo usato, da Conti identificato con Casaloldo, sulla scorta di un'affermazione di Fè d'Ostiani, appare in realtà molto strano. Nel caso in cui il testimone si riferisca davvero a Casaloldo, la frase potrebbe significare che Montichiari, allodio dei conti, si staccò in passato da un altro loro bene allodiale, rappresentato da Casaloldo.

#### Il castello nuovo di Casaloldo
Nel 1179 i consoli del comune rurale di Casaloldo, comperati da privati dieci-undici piò di terra casaloldese, ossia 3,5 ettari, ne cedevano il dominio alla città di Brescia con atto datato 19 ottobre 1179, che i consoli bresciani Laffranco Lavellongo e Ugone Grumetello sottoscrivevano nella stessa Casaloldo, nella chiesa di Sant'Emiliano.
Tale chiesa sorgeva dove ora vi è il cimitero: fino alla seconda guerra mondiale di questo edificio restava ancora una parte, trasformata e adibita a cappella del camposanto.
Probabilmente si tratta del caso più clamoroso di acquisto da parte del comune bresciano di diritti e ragioni situati vicino a quelli dei conti rurali suoi nemici, in modo da infiltrarsi nel loro comitato e scalzarne quasi da dentro la potenza, accerchiandoli e limitandoli.
L'intenzione di Brescia consisteva nel realizzare, nelle immediate vicinanze di Casaloldo, un nuovo centro fortificato, che potesse ospitare milizie ma soprattutto uomini e ricchezze, in modo da sorvegliare il territorio e penalizzare il vecchio castello dei Casaloldi, una delle prime dimore dei conti Ugoni-Longhi.
Nel 1180, infatti, Brescia decretò che nella terra di Casaloldo, nel pieno della signoria territoriale dei conti, venisse eretto un castello, in cui si dovesse tenere poi un mercato franco, cioè senza l'imposizione di dazi e tasse, per frenare la preponderanza dei conti in quelle zone.
È interessante notare come, mentre il comune bresciano stabiliva che si levasse un nuovo castello nella loro stessa terra, i consoli casaloldesi probabilmente sostenessero ed appoggiassero la politica cittadina. A quanto pare infatti Brescia poté giovarsi anche della collaborazione della comunità rurale di Casaloldo, non sappiamo però quanto libera e spontanea: secondo Odorici non sarebbe improprio pensare che anche quello stesso comune rurale avversasse l'autorità dei suoi conti.
Avuto il terreno, confermata e ampliata la vendita con un nuovo atto stipulato nel vecchio castello di Casaloldo il 13 gennaio del 1180, i Bresciani si misero subito all'opera di costruzione del nuovo castello, che doveva essere almeno in buona parte compiuta prima del 16 marzo del 1180, quando cioè il consiglio di credenza di Brescia, radunato dai consoli, per popolare il nuovo castello approvava la decisione che tutti gli abitanti del nuovo castello di Casaloldo, l'attuale Castelnuovo Asolano, fossero esenti da gabelle daziali e godessero quindi degli stessi diritti di libertà e di immunità fiscale dei cittadini bresciani. I consoli della città istituirono inoltre presso lo stesso castello nuovo un mercato franco quindicinale il martedì, libero da qualsivoglia balzello, cioè concedendo a tutti i mercanti che lo avessero frequentato l'esenzione dal teloneo e dalla tassa di curadia.
Gli abitanti di Casaloldo, al contrario, rimasti sul territorio dei locali conti, lontano non molto più di un miglio, avrebbero dovuto continuare, con i forestieri che fossero transitati per il loro territorio, a versare le consuete gabelle.
Probabilmente è collegata agli atti di vendita di terre casaloldesi e di costruzione di Castelnuovo la notizia dell'incendio di Casaloldo del 1181, riportata dagli Annales Brixienses, in particolare dalla cronaca di S. Salvatore.
(Annales Brixienses, ed. 1863, p. 814)
In questo brevissimo cenno probabilmente bisogna sospettare, come già l'Odorici, una vendetta di Brescia contro Casaloldo, per ragioni che non ci sono state tramandate, ma che con buona probabilità hanno a che fare con tentate rivolte o torbidi suscitati contro il dominio del comune urbano, appena affermatosi nel vicinissimo nuovo borgo di Castelnuovo: infatti, con la fondazione di questo nuovo castello, Brescia, più che mai desiderosa di imporsi sulle feudalità pericolose, poteva controllare più da vicino i conti locali e chiuderli in un piccolo spazio limitato in ogni iniziativa.
Sia che gli abitanti fossero spinti dai conti omonimi, oppure che venissero provocati dai Bresciani presenti a Castelnuovo, bisogna credere che a Casaloldo avvenissero torbidi non indifferenti. Una delle maggiori cause di malumore per i Casaloldesi potrebbe essere stato il nuovo mercato concesso al villaggio vicino, che penalizzava fortemente gli abitanti di Casaloldo, obbligandoli a versare pesanti gabelle mentre i vicini di Castelnuovo ne erano totalmente esenti, con conseguenze nefaste sull'economia e il commercio locale.
Comunque siano andate le cose, il risultato dovette essere che la reazione dell'autoritario comune cittadino non si facesse attendere, distruggendo ed incendiando le case ed i raccolti di Casaloldo.
Bertuzzi sembra proporre un'altra interpretazione, e cioè che la notizia degli Annales brixienses sull'incendio di Casaloldo vada riferita al castello nuovo di quella località – cioè l'odierno Castelnuovo di Asola -, che appunto sarebbe stato assalito durante la ribellione dei conti o del popolo casaloldese; non vi sarebbe stata invece alcuna ritorsione messa in atto da Brescia, o almeno così non risulta dalla cronaca all'anno 1181. In quest'anno dunque si sarebbe verificata solamente la rovina del “Castel Nuovo” di Casaloldo, appena costruito ma subito preso di mira dalle forze locali.
Da questo momento in poi Casaloldo sarà sempre più assorbito nell'orbita di Brescia. Nel 1192 Enrico VI imperatore, con una sentenza sotto forma di privilegio al comune di Brescia, riconfermava ai Bresciani gli accordi della pace di Costanza, concedeva le regalie dell'impero su tutto l'episcopato e la provincia bresciana, di cui vengono definiti dettagliatamente i confini: in particolare, tutte le terre ad ovest della linea congiungente Guidizzolo a Mosio; anche Casaloldo risultava dunque compreso nel distretto bresciano.
Si noti che da Guidizzolo a Mosio, con Casaloldo ricompreso in territorio bresciano, ci troviamo in piena contea dei Longhi: se da una parte si può certo affermare che costoro si trovavano in una fase in cui erano sempre più calpestati nelle loro terre e tagliati fuori dai giochi delle grandi potenze –il diploma imperiale non prospettava certo una situazione felice per i conti rurali, inglobando senza riserve le loro terre nel territorio bresciano-, bisogna anche affermare che le località situate intorno al corso del Chiese avevano sempre fatto parte della contea e della diocesi di Brescia. Il privilegio di Enrico VI non è altro che una conferma di una situazione molto antica, sia pure su un piano poco più che formale.

### Basso medioevo
Nella prima metà del XIII secolo Casaloldo fu interessato, sia pur marginalmente, da un evento bellico di grande portata: l'assedio mosso contro Brescia dall'imperatore Federico II.
L'imperatore infatti nel 1237 tornò in Lombardia e si volse proprio contro la città cidnea, aiutato da un vasto schieramento di forze: Cremona, Modena, Reggio Emilia, Parma, Mantova e i signori della Marca Trevigiana, tra cui primeggiava il fedele Ezzelino III da Romano.
In particolare le armate reggiane, inquadrate nell'esercito imperiale ed in marcia verso Brescia, presero all'inizio dell'ottobre Casaloldo e Carpenedolo.
Infatti i contingenti reggiani, parmensi e perfino saraceni, alleati dell'imperatore, condotti dal cittadino di Parma e podestà di Reggio Manfredo da Cornazzano, tenace partigiano imperiale, nell'avanzata in direzione di Brescia si erano messi a fare razzia per queste terre bresciane.
Il 5 ottobre, in particolare, dopo un breve assedio, le armate imperiali misero a ferro e fuoco entrambi i castelli di Casaloldo, sia quello dei conti, che quello fondato dal comune di Brescia, cioè Castelnuovo.
(Anonimo reggiano, Memoriale Potestatum Regiensium)
Probabilmente i Reggiani, usciti da Goito, ove si trovavano gli accampamenti, non marciarono con l'esercito imperiale verso Montichiari, ma prima andarono verso sud e conquistarono Casaloldo, mentre essi si sarebbero riuniti solamente in seguito con l'esercito principale che stava a Carpenedolo.

#### La politica del comune di Brescia
Nel XIII secolo il governo comunale bresciano avviò tutta una serie di atti giurisdizionali, registrati nel Liber Potheris come inquisitio et recognitio potheris; sono infeudazioni, compere, locazioni, dichiarazioni di diritti, attribuzioni di doveri, riattivazioni di fortificazioni, distruzione di castelli dei nemici, tutto ciò con speciale cura per le località di confine: tra le più interessate vi furono, oltre Casaloldo, Asola, Mariana Mantovana, Mosio, Redondesco, proprio alcune di quelle in cui vantavano diritti feudali e politici i conti rurali discesi dalla famiglia degli Ugoni.
In più, allo scopo di limitare ed eliminare le molteplici violazioni perpetrate ad opera soprattutto dei conti rurali, come i Casaloldi, nelle amplissime proprietà del comune di Brescia, questo ne determinava dettagliatamente i confini, specialmente nelle terre assai lontane dal capoluogo, tra cui Casaloldo.
È anche questo il motivo per cui nel Liber Potheris Brixie sono registrate parecchie inquisizioni e accertamenti, designazioni e determinazioni di confini, verifiche e rivendicazioni di poderi, di feudi ed antiche proprietà del comune di Brescia, proprietà che forse erano state violate, o per impedire nuove violazioni.
Infatti, agli inizi del secolo XIII, terre come quelle di Casaloldo, ma anche di Redondesco, Mariana, Asola, sono inframmezzate da un groviglio di allodi e feudi che sono in parte del Comitatus dei conti rurali – in terris Comitatus; …cum Comitibus Ugonibus comitatus - e in parte del comune di Brescia. Risultava certamente arduo – lo è ancora oggi per lo studioso - delimitare tale coacervo di proprietà sparse e contese in un'area in cui si incontravano le giurisdizioni di Brescia, del declinante Comitatus e anche di Mantova: infatti, ad esempio, la terra di Casaloldo confina ad est con San Martino Gusnago, che è in comitatu et episcopatu mantuano già dal 1132, come attestato dalla donazione del conte ugonide Abate alla cattedrale di Mantova. Mantovana almeno a partire dagli Statuti Bonacolsiani – inizio del XIV secolo - è anche Piubega. Eppure, nell'estenuante sequela di “pezze di terra” di ridotte dimensioni, testimonianza di una polverizzazione della proprietà terriera che il secolo XIII presenta evidentissima, il Liber Potheris riesce ad annotare acque, boschi e campi pertinenti a Brescia.
I documenti inseriti nel Liber Potheris enumerano in particolare molteplici proprietà di Brescia a sud del corso d'acqua Corgolo e solo qualche pertinenza posta a nord, cioè ultra Curvolum, locuzione che pare rimarcare la funzione e la consapevolezza di quella linea divisoria. Il Corgolo attraversa brevemente il territorio di Casaloldo, lasciandolo a sud, sfiora San Martino Gusnago e giunge all'abitato di Piubega. Il tratto di confine segnato dal Corgolo separa le terre in riva sinistra appartenenti a Mantova da quelle in riva destra spettanti a Brescia.
Insieme al Corgolo nel Liber Potheris ricorrono più volte anche i nomi di altri rivi, che nel XIII secolo come oggi rendevano fertile la zona, tra cui quello che attraversa Casaloldo, cioè la Fabrezza o Tartaro Fabrezza – aqua cui dicitur Favressa. Ma alle semplici citazioni dei corsi d'acqua sono aggiunti preziosi dettagli sulle terre irrigue – dette prati – limitrofe a quei fossi, lungo i quali vi sono aree disboscate – i ronchi – o foreste.
A Casaloldo, forse nel 1226, gli inviati di Brescia facevano dichiarare ai consoli del luogo che il castello nuovo – Castelnuovo Asolano - era sotto il dominio del comune cittadino, dal quale i Casaloldesi l'avevano ricevuto in feudo, e al quale dovevano perciò il versamento di un dazio annuale, come riconoscimento della proprietà di Brescia in quel sito.
Per buona parte di questi luoghi, un tempo dominati dai conti rurali Ugoni, il XIII secolo si apriva dunque nel segno dell'autorità del comune di Brescia. È questa la fase in cui, dopo le spinte disgreganti che avevano agito fino alla fine del XII secolo, la situazione della zona di confine bresciana tende a strutturarsi secondo un ordine nuovo, soprattutto, nel nostro caso, per gli equilibri, sempre più complessi e precari, tra la feudalità tradizionale e le spinte autonomistiche dei comuni rurali.
Negli Statuti di Brescia del XIII secolo, le norme che fissano ciò che si può e non si può costruire sono in buona parte ispirate da considerazioni di ordine pubblico e di difesa militare. Questo diventa ancora più evidente nel caso delle norme che riguardano le comunità poste ai confini della zona di influenza di Brescia.
Si sancisce ad esempio il divieto per i privati di edificare una qualsiasi fortificazione nell'intero distretto di Brescia, a meno che non vi sia una esplicita delibera presa in un consiglio generale. Tale norma riguarda soprattutto le località di confine, tra cui è ricordata Casaloldo. Il comune di Brescia ne persegue il rafforzamento in termini militari, demografici ed economici.

#### La quadra di Asola
La quadra era un distretto giuridico amministrativo, composto da una località capofila e alcuni comuni, su cui si basava l'organizzazione del territorio bresciano durante la dominazione veneta. L'origine di questa forma di distrettuazione risaliva al periodo visconteo – seconda metà del XIV secolo -. La quadra di Asola contava Casaloldo, Castelnuovo, Casalmoro, Casalpoglio, Remedello di sotto e Remedello di sopra.

## Cronologia storica
II millennio a.C., nel territorio di Casaloldo sono testimoniati insediamenti dell'età del bronzo.
IV secolo a.C., la zona di Casaloldo subisce ondate migratorie di genti galliche.
I secolo a.C., inizia un'intensa romanizzazione del territorio di Casaloldo.
40 a.C. circa, Casaloldo, o almeno parte del suo territorio, rientra nella centuriazione di Mantova: i terreni vengono suddivisi in tanti appezzamenti orientati in modo organico e assegnati ai veterani dei triumviri. Sorgono le prime ville romane.
IV secolo, cessa la frequentazione delle ville romane nell'area di Casaloldo.
VI-VIII secolo, sotto il dominio dei Longobardi la zona di Casaloldo è inclusa in un distretto minore, la “giudicaria” di Sirmione.
IX-X secolo, su un dosso, in posizione strategica, si costituisce probabilmente l'agglomerato rurale che prende il nome di Casale altum. In seguito esse viene ulteriormente fortificato con un castello. Casaloldo è compreso nella contea e diocesi di Brescia.
Anno 964, prima attestazione certa di Casaloldo: Ermengarda da Verona si confessa debitrice di un livello annuo per una cappella in Casaloldo, nella contea di Brescia, appartenente ai canonici veronesi.
1088, un Alberto di Casaloldo è fra i testimoni di un atto di vendita tra Matilde di Canossa e il vescovo di Mantova Ubaldo.
1105, Vuibertus filius Giseberti, giudice de Casale Alto, è fra i testimoni di una convenzione tra l'Abbazia di San Benedetto in Polirone e il conte Uberto II di Parma, stipulata in Medole.
Nello stesso anno, a Casaloldo, Girardo giudice e Lanfranco suo padre, anch'egli giudice di Casaloldo, sono testimoni di un atto riguardante di nuovo l'abbazia di Polirone e il conte Uberto di Parma.
1107, Casaloldo è inserito tra i beni donati al monastero di San Tommaso di Acquanegra sul Chiese dalla contessa Matilde, vedova del conte Ugo di Sabbioneta e Desenzano del Garda.
1116, il giudice Lanfranco de casale auti (Casaloldo) in qualità di testimone sottoscrive di proprio pugno un placito dell'imperatore Enrico V in Reggio Emilia.
1125, il giudice Alberto di Casaloldo, come arbitro per l'abbazia di Polirone, partecipa a una controversia tra questa abbazia e quella di San Zeno di Verona.
1126, il giudice Alberto di Casaloldo partecipa in qualità di testimone ad una controversia tra il monastero di Polirone e il comune di Mantova.
1129, Lanfranco di Casaloldo, probabilmente un membro della famiglia dei giudici di Casaloldo, si sottomette al vescovo di Brescia.
1132, il conte di Sabbioneta Abate dona alla cattedrale di Mantova terre poste tra San Martino Gusnago e Casaloldo.
1145, In un privilegio di papa Eugenio III al vescovo di Verona viene menzionata la chiesa di Sant'Ambrogio a Casaloldo.
1147, Brescia saccheggia le terre dominate dai conti di Casaloldo: viene stipulata la pace ed i conti sono obbligati ad abitare in Brescia.
1149, i conti di Casaloldo diventano molto potenti in Brescia, al punto che il comune li costringe a lasciare la città; essi si rifugiano nel castello di Casaloldo, che viene attaccato e distrutto; i conti subiscono l'esilio dalle terre bresciane.
1179, il comune di Brescia acquista 10 piò di terra nel territorio di Casaloldo mediante un accordo con i consoli del comune rurale casaloldese, segnalato per la prima volta.
1180, Brescia costruisce velocemente sul terreno di Casaloldo acquistato l'anno precedente un nuovo castello – attuale Castelnuovo (Asola) -, delibera che le famiglie che vi si fossero stabilite fossero esenti da tasse, e vi istituisce un mercato franco, esente da qualsiasi dazio, per meglio controllare e danneggiare i conti di Casaloldo.
1181, Casaloldo è dato alle fiamme.
1192, l'imperatore Enrico VI definisce con un privilegio per il comune di Brescia i confini del distretto comunale bresciano: in esso viene compreso anche Casaloldo.
1226, il castello nuovo di Casaloldo – odierno Castelnuovo (Asola) – è in macerie.
1237, i due castelli di Casaloldo, vecchio e nuovo, vengono conquistati e incendiati dalle armate comunali alleate di Federico II in marcia verso Brescia.

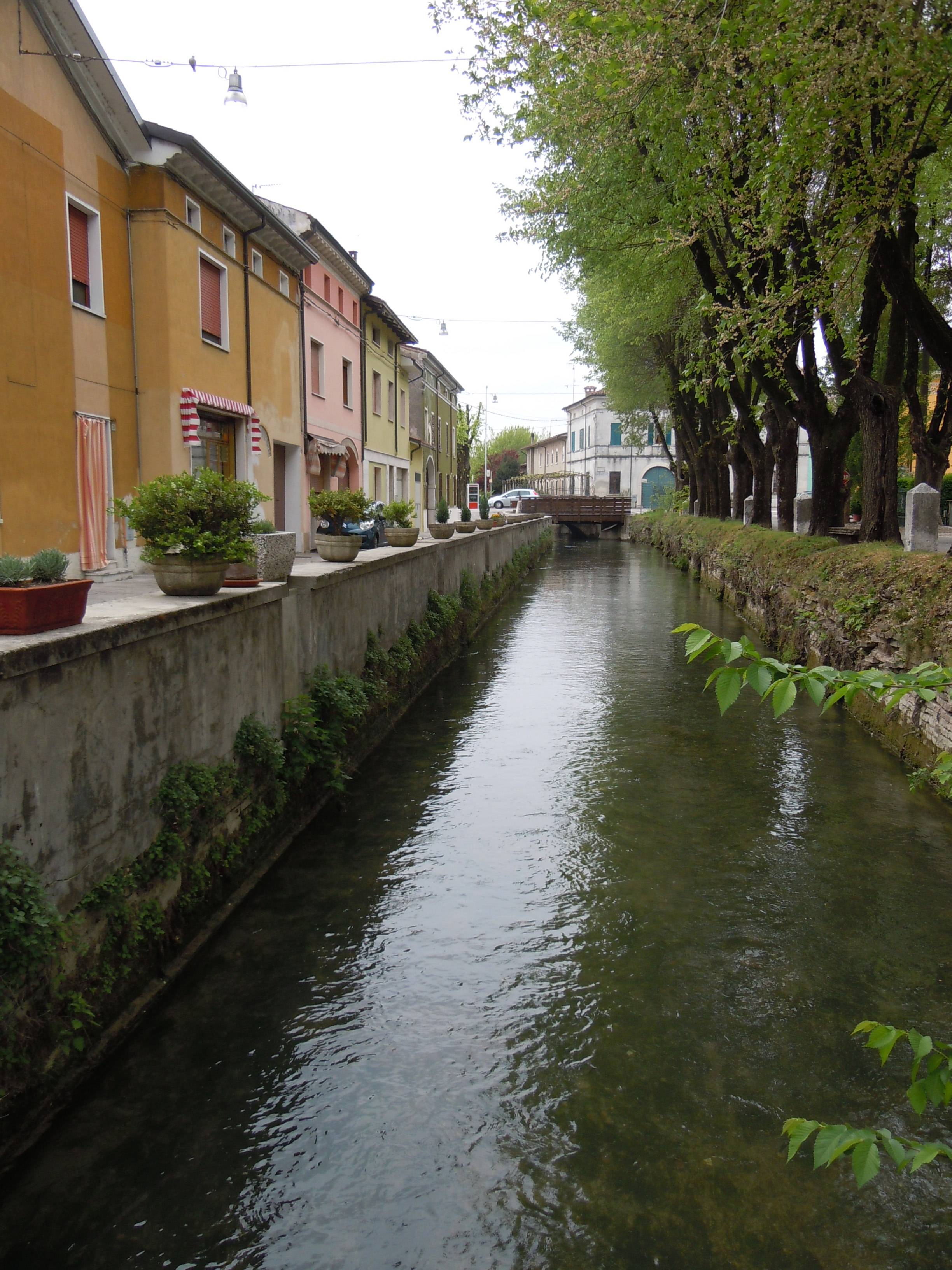
Il torrente Tartaro

XIII secolo, negli Statuti il comune di Brescia ordina agli abitanti di Casaloldo di trasferirsi nella corte di Castelnuovo, borgo franco bresciano; inoltre si vieta a Casaloldo di fortificare le porte e di elevare le difese già esistenti.
1335, Asola si rende volontariamente ai Gonzaga, passando dalla giurisdizione bresciana a quella mantovana, e trascinando con sé anche Casaloldo, che, staccato da Castelnuovo, entra a far parte della “quadra” asolana.
Nello stesso anno, Luigi Gonzaga riammette in Mantova il conte Bernardino Casalodi in cambio della metà di tutti i beni da lui posseduti, anche in Casaloldo.
1338, il conte Restone è costretto a cedere a Luigi Gonzaga alcuni suoi beni in Casaloldo.
1385, Casaloldo è citato nell'estimo visconteo fra i comuni appartenenti alla “quadra” di Asola.
1422, Casaloldo è di nuovo sotto il dominio di Mantova. Inizia la ricostruzione del castello vecchio.
1426, il presidio gonzaghesco installato a Casaloldo minaccia l'Asolano, controllato dai Visconti, compiendo saccheggi e devastazioni.
1428, Asola con tutte le sue pertinenze viene donata dal doge di Venezia all'alleato Gianfrancesco Gonzaga, come ricompensa per i servigi resi. Dopo alcune pressioni su Venezia, tese a reclamare i possedimenti di Casaloldo, dai Gonzaga acquisiti in passato a discapito dei locali conti, la Serenissima stabilisce che anche Casaloldo rientri nella concessione fatta a Mantova.
1437, con l'edificazione della porta, viene terminata la ricostruzione del castello di Casaloldo.
1440, Asola si dà spontaneamente a Venezia, ma Casaloldo, insieme a Remedello, non la segue e si schiera con i Gonzaga e i Visconti.
1441, Asola, protetta da Venezia, attacca i castelli di Remedello e Casaloldo, ma riesce a prendere solo il primo; Casaloldo dopo sei giorni di assedio si accorda con la Serenissima. Per punizione, e su richiesta degli Asolani, il doge Francesco Foscari decreta l'abbattimento di parte delle fortificazioni dei due paesi ribelli.
I Gonzaga però reclamano di nuovo il possesso delle terre di Casaloldo in quanto non appartenenti alla quadra asolana, ma possesso di privati, i conti Casaloldi, che i Gonzaga rappresentavano da tempo.
1448, il doge Foscari sentenzia circa il pagamento di contribuzioni su beni siti in Casaloldo, bresciano e veneziano, ma posseduti da abitanti di Castel Goffredo, mantovano.
I rettori veneti di Brescia concedono a Casaloldo la separazione dalla giurisdizione di Asola.
1449, il doge Foscari concede la ricostruzione delle fortificazioni di Casaloldo.
1450, continuano le controversie per il pagamento delle contribuzioni a Venezia, essendo Casaloldo territorio di confine ed ex-proprietà dei conti.
1453, gli Sforza e i Gonzaga attaccano i territori veneti della quadra asolana. Casaloldo e Remedello si ribellano di nuovo a Venezia e si rendono volontariamente ai Gonzaga.
1454, viene firmata la pace fra i contendenti ed i Gonzaga devono rinunciare di nuovo a Casaloldo.
La Repubblica di Venezia punisce la defezione di Casaloldo, cancellando i privilegi concessi al paese negli ultimi anni e reintegrandolo nella quadra di Asola.
1456, sentenza relativa al pagamento del dazio a Venezia su beni di proprietà di Castel Goffredo siti nel territorio di Casaloldo.
1458, Asola viene ricostruita e fortificata; Casaloldo deve partecipare alla fabbrica in quanto villa sottomessa all'Asolano.

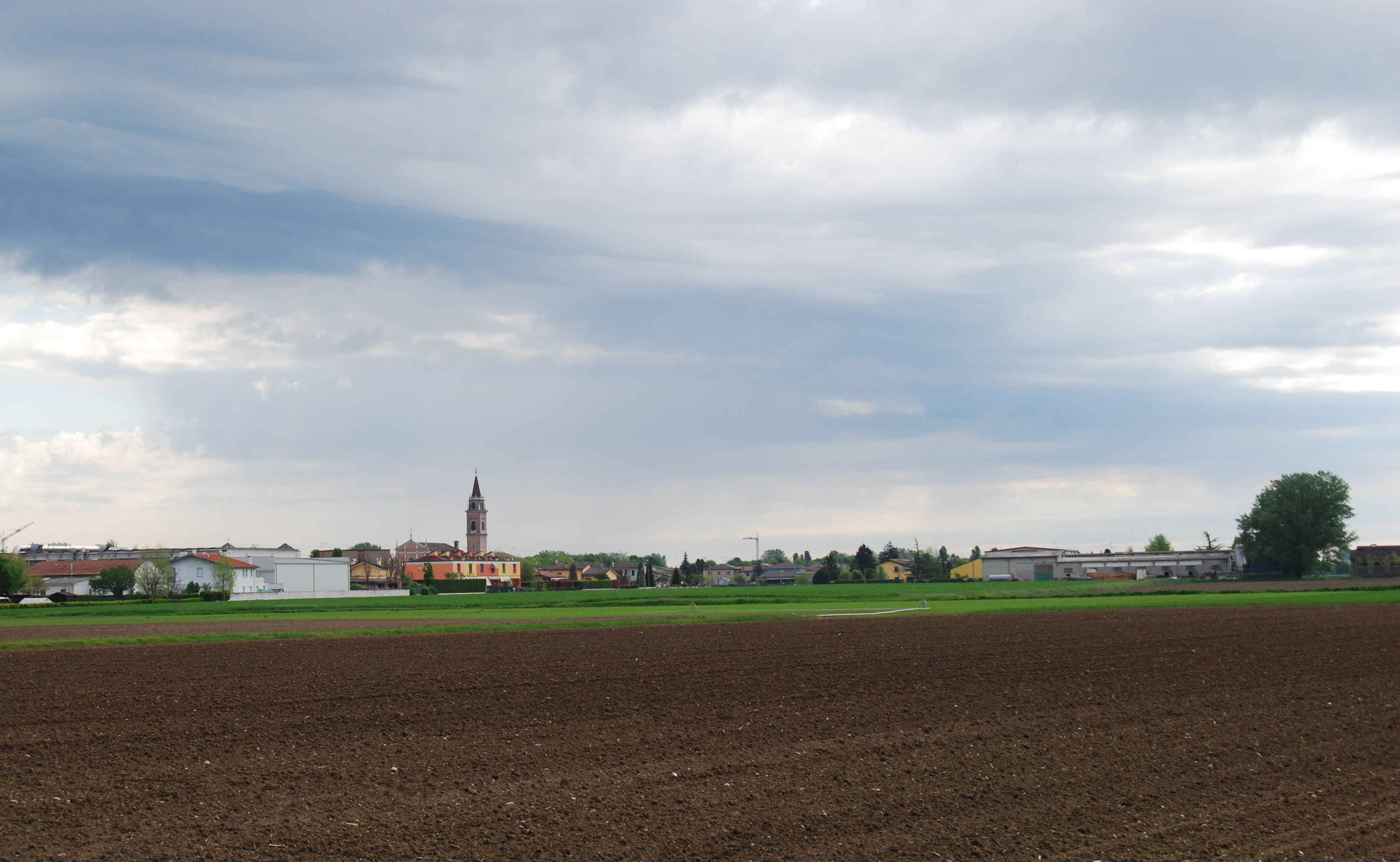
La zona della battaglia di Casaloldo (1509)

1483, l'esercito della Lega antiveneziana investe l'Asolano: sia Casaloldo che la piazzaforte di Asola si arrendono agli attaccanti.
1484, con la pace di Bagnolo la quadra asolana, compreso Casaloldo, viene restituita a Venezia.
1498, nuova deliberazione del doge veneziano sul pagamento del dazio su beni di ragione di Castel Goffredo siti nel territorio di Casaloldo.
1509, 10 maggio, i Gonzaga, aderenti alla Lega di Cambrai contro Venezia, attaccano l'Asolano e pongono l'assedio al castello di Casaloldo, che strenuamente si difende con ogni mezzo. Asola manda in aiuto un esercito che ingaggia una battaglia con quello mantovano; alla fine i Gonzaga si ritirano lasciando la vittoria alla Repubblica di Venezia. A Casaloldo si fa gran festa e vengono eletti i patroni del paese, i santi Gordiano ed Epimaco.